# Irena Horecka
Irena Horecka, właśc. Irena Bronisława Hones, po mężu Loevy, w czasie okupacji używała nazwiska Magdalena Troszczyńska (ur. 4 listopada 1902 w Warszawie, zm. 24 stycznia 1978 tamże) – polska aktorka teatralna i filmowa.

## Życiorys
Urodziła się w rodzinie Zygmunta Honesa (zm. 1920) i Emilii z Reynelów (zm. 1954). Ukończyła gimnazjum L. Rudzkiej w Warszawie.
W teatrze debiutowała w 1921 (stołeczny Teatr Dramatyczny, w którym spędziła jeden sezon). Latem 1922 grała w objazdowym teatrze, który pokazywał swe przedstawienia m.in. w Płocku i Brześciu, a od nowego sezonu była aktorką Teatru Miejskiego w Lublinie. Kolejne sezony spędziła w Krakowie (Teatr „Bagatela”, 1923/1924) oraz w Warszawie (Teatr im. Wojciecha Bogusławskiego, 1924/1925). Latem 1925 występowała w Teatrze „Szkarłatna Maska”, a od nowego sezonu związała się na sześć sezonów z Teatrem Miejskim w Łodzi (sezony 1925/1926 do 1930/1931). Latem 1931 r. grała w spektaklach objazdowych Rewii Artystów Scen Warszawskich, a jesienią wróciła do stolicy. Pierwszy sezon spędziła w Teatrze Ateneum, kolejny − w Teatrze Kameralnym. Wcześniej, latem 1932, występowała w programach kabaretu „Banda”, dla którego teksty pisał m.in. Marian Hemar. Udzielała się również w kabarecie „Femina”. W latach 1935−1936 gościnnie występowała na scenach w Kaliszu, Poznaniu i we Lwowie. Sezon 1936/1937 przypada na ponowny angaż w łódzkim Teatrze Miejskim, a następny − w warszawskim Teatrze Ateneum.
W czasie II wojny światowej występowała w Teatrze Wojska Polskiego w Lublinie (lata 1944−1946), a następnie w Łodzi.
Po zakończeniu wojny, w latach 1946−1949, pracowała w Teatrze Kameralnym w Łodzi. W 1949 trafiła do warszawskiego Teatru Współczesnego, gdzie pozostała do końca życia (w okresie połączonej dyrekcji 1954−1957 także na scenie Teatru Narodowego).
Wśród najwybitniejszych powojennych dokonań teatralnych Ireny Horeckiej wymieniane są m.in. role Gospodyni w Weselu Stanisława Wyspiańskiego (1944), Amandy w Szklanej menażerii Tennessee Williamsa (1947), Akuliny Iwanowny w Mieszczanach Maksima Gorkiego (1951), Wdowy w Ich czworo Gabrieli Zapolskiej (1952), tytułowa w Pensji pani Latter na podst. I tomu powieści Emancypantki Bolesława Prusa (1954), Elżbiety w Marii Stuart Friedricha Schillera (1955) oraz Betty Dulfeet w wybitnej realizacji Kariery Artura Ui Bertolta Brechta, gdzie zagrała u boku Tadeusza Łomnickiego (1962).
W latach 1950−1981 występowała w słuchowiskach Teatru Polskiego Radia. Współpracowała przy dubbingowaniu filmów.
Zmarła w Warszawie, pochowana na cmentarzu Powązkowskim (kwatera 204-5-27).

## Role teatralne
- 1924: Opowieść zimowa Williama Szekspira – Hermiona (reż. Leon Schiller, Jan Kochanowicz, Teatr im. Wojciecha Bogusławskiego w Warszawie)
- 1925: Kniaź Patiomkin Tadeusza Micińskiego – Tina (reż. Leon Schiller, Teatr im. W. Bogusławskiego w Warszawie)
- 1927: Wyzwolenie Stanisława Wyspiańskiego – muza (reż. Mieczysław Szpakiewicz, Teatr Miejski w Łodzi)
- 1944: Wesele Stanisława Wyspiańskiego – gospodyni (reż. Jacek Woszczerowicz, Teatr Wojska Polskiego w Lublinie)
- 1945: Wesele Figara Pierre’a Beaumarchais’go – Marcelina (reż. Kazimierz Rudzki, Teatr Wojska Polskiego w Łodzi)
- 1947: Szklana menażeria Tennessee Williamsa – Amanda (reż. Erwin Axer, Teatr Kameralny Domu Żołnierza w Łodzi)
- 1951: Mieszczanie Maksima Gorkiego – Akulina Iwanowna (reż. Erwin Axer, Teatr Współczesny w Warszawie)
- 1952: Ich czworo Gabrieli Zapolskiej − wdowa (reż. Wanda Laskowska)
- 1954: Pensja pani Latter, na podst. powieści Emancypantki Bolesława Prusa − pani Latter (reż. Erwin Axer, Teatr Współczesny w Warszawie)
- 1955: Maria Stuart Friedricha Schillera – Elżbieta (reż. Władysław Krasnowiecki, Teatr Narodowy w Warszawie)
- 1958: Opera za trzy grosze Bertolta Brechta – Szefowa (reż. Konrad Swinarski, Teatr Współczesny w Warszawie)
- 1960: Ryszard III Williama Szekspira – Księżna Yorku (reż. Jacek Woszczerowicz, Teatr Ateneum im. Stefana Jaracza w Warszawie)
- 1962: Kariera Artura Ui Bertolta Brechta – Betty Dulfeet (reż. Erwin Axer, Teatr Współczesny w Warszawie)
- 1970: Matka Stanisława Ignacego Witkiewicza – Józefa baronówna Obrock (reż. Erwin Axer, Teatr Współczesny w Warszawie)
- 1975: Gra Wojsława Brydaka (reż. Maciej Englert, Teatr Współczesny w Warszawie)

## Role wTeatrze Telewizji
- 1956: Muchy Jean-Paula Sartre’a − Klitajmestra (reż. Adam Hanuszkiewicz)
- 1958: Opera za trzy grosze Bertolta Brechta – szefowa (reż. Konrad Swinarski)
- 1962: Wilki w nocy Tadeusza Rittnera − matka Julii (reż. Jerzy Antczak)
- 1962: Aktor Cypriana Kamila Norwida − hrabina (reż. Kazimierz Braun)
- 1963: Kubuś Fatalista i jego pan Denisa Diderota (reż. Jerzy Gruza)
- 1966: Martwe dusze Nikołaja Gogola − Koroboczka (reż. Zygmunt Hübner)
- 1972: Wesele Stanisława Wyspiańskiego – Czepcowa (reż. Lidia Zamkow)
- 1973: Za kurtyną Earla Derra Biggersa − pani Kirk (reż. Jan Bratkowski, w ramach Teatru Sensacji „Kobra”)
- 1974: Małżeństwo Antoniny, na podst. powieści Buddenbrookowie Tomasza Manna − matka konsula (reż. Józef Słotwiński)

## Filmografia
- 1933: Prokurator Alicja Horn (reż. Michał Waszyński, Marta Flantz)
- 1933: Wyrok życia (reż. Juliusz Gardan)
- 1966: Szyfry (reż. Wojciech Jerzy Has) − Helena Kunicka, paryska kuzynka Tadeusza
- 1967: Kiedy miłość była zbrodnią (reż. Jan Rybkowski) − Luiza, ciotka Margerity
- 1969−1970: Gniewko, syn rybaka, odc. 4 Wyprawa w obronie ziemi − Mądra (reż. Bohdan Poręba)
- 1970: Lokis. Rękopis profesora Wittembacha (reż. Janusz Majewski) − księżna Katarzyna Pacowa
- 1972: Iluminacja (reż. Krzysztof Zanussi) − matka chorego
- 1973: Stacja bezsenność (reż. Piotr Wojciechowski) − bezsenniczka

## Ordery i odznaczenia
- Krzyż Komandorski Orderu Odrodzenia Polski (1977)
- Krzyż Oficerski Orderu Odrodzenia Polski (11 lipca 1955)[4]
- Medal 10-lecia Polski Ludowej (19 stycznia 1955)[5]

## Upamiętnienie
- Jej nazwisko widnieje na tablicy upamiętniającej artystów zasłużonych dla kultury polskiej, umieszczonej w 2020 roku na budynku przy ul. Odolańskiej 20 w Warszawie, w którym mieszkała[6].